# Neue Gruppe 1925
Die Neue Gruppe 1925 war eine Dresdner Künstlergruppe, die sich um ehemalige Schüler des Malers und Grafikers Richard Müller bildete. Mitglieder waren u. a. auch Karl Hanusch, Hermann Lange, Erich Ockert und Georg Siebert.

## Geschichte
Die Neue Gruppe 1925 bildete sich vorwiegend um ehemalige Schüler von Richard Müller, der von 1900 bis 1935 als Professor für Zeichnung an der Dresdner Akademie lehrte und 1933 zu deren Rektor berufen wurde. Die Neue Gruppe 1925 beteiligte sich an der von der Dresdner Kunstgenossenschaft organisierten Kunstausstellung Dresden 1925 auf der Brühlschen Terrasse. An dieser Kunstausstellung nahm auch die Dresdner Sezession 1925/26 teil. In der Abteilung der Neuen Gruppe 1925 vertreten waren auch die Professoren Georg Lührig und Richard Guhr.

## Mitglieder
An der Kunstausstellung Dresden 1925 nahmen in der Abteilung der Neuen Gruppe 1925 teil:
- Johannes Maximilian Avenarius (1 Werk)
- Ernst Chr. W. Berger (6 Werke)
- Josef Gerlach (2 Werke)
- Ludwig Göbel (4 Werke)
- Richard Guhr (3 Werke)
- Karl Hanusch (4 Werke)
- Olaf Jordan (2 Werke)
- Hermann Lange (5 Werke)
- Georg Lührig (11 Werke)
- Richard Müller (4 Werke)
- Erich Ockert (18 Werke)
- Bruno Seener (1 Werk)
- Georg Siebert (5 Werke)
- Max Stecher (1 Werk)
- Wolfgang Willrich (1 Werk)